# Arachnis (erebídeos)
Arachnis é um gênero de traça pertencente à família Arctiidae.